# Kostel svaté Hedviky Slezské (Doubrava)
Kostel svaté Hedviky v Doubravě je farní kostel v Římskokatolické farnosti Doubrava v obci Doubrava (okres Karviná).

## Výstavba kostela
Výstavba kostela spadá do konce 19. století. Díky objevu a rozvoji těžby černého uhlí se rozvíjela i malá vesnice Doubrava. Počet věřících narůstal a tím i potřeba výstavby kostela. Doubrava patřila do farnosti orlovské a Doubravští věřící museli docházet do kostela v Orlové, který byl daleko a nestačil svou kapacitou zvýšenému počtu věřících z okolních vesnic.
Žádost obce Doubravy o postavení vlastního kostela byla schválená vratislavským biskupem 7. června 1892. Pozemek o výměře 1 jochu věnoval Richard svobodný pán  Mattencloit. Stavbu navrhl architekt a stavitel Bedřich Fulda z Těšína. Práce byly zahájeny posvěcením základního kamene 30. září 1894 a zhruba dokončeny v roce 1896. K podepření kostela byly použity železné sloupy a traverzy. Dokončovací práce jako např. omítnutí vnitřku kostela bylo završeno v roce 1898. Celková částka se vyšplhala na 90 000 zlatých. 15. října 1898 na svátek sv. Hedviky byl kostel slavnostně vysvěcen. Na žádost Doubravských farníků se stal kostelem farním a obec Doubrava samostatnou farností.
V létech 1921 až 1923 byl kostel majetkem československé církve.
V dubnu 1929 proběhla oprava střechy kostela - opravu provedl Karel Durčák z Lazů.
V červenci 1948 byla provedena oprava kostela za pomoci kostelníka Jana Kaluží (vyučený zedník), klempířské práce provedla firma Kazimír Heller z Fryštátu. Náklady na opravu stěn, střechy a nátěr věže a celé střech činil 75 000 Kčs.
V roce 1950 byl firmou Hanuš z Ostravy opraven oltář a kazatelna za částku 123 000 Kčs.
V období 1952 až 1958 byly opraveny panem Žebrokem a Swioterem boční oltáře, lavice, kůr a varhany. Na opravě se podílela i firma Muroň z Ostravy, která práci nedokončila, i když inkasovala částku 130 000 Kčs.
V roce 1959 náklady na opravu kostela činily 94 000 Kčs, opravu zajišťovala firma Místního národního výboru v Doubravě.
V létech 1987 až 1988 byly provedeny další opravy. Kostel již nemá bosáž, na kostelní věži jsou zrušeny ozdobné žaluzie, jsou zaslepována (zazděná) okna atd.
Další opravy proběhly po roce 2007 za finanční podpory OKD, a. s. a obce Doubrava (mimo jiné je odstraněn sanktusník ze střechy kostela).
V roce 2016 byla u kostela postavena malá dřevěná zvonice v Doubravě.

## Exteriér
Novorománský orientovaný jednolodní kostel ukončen presbytářem se dvěma bočními válcovými věžemi nad sakristiemi. Střecha je sedlová. Sakristie se nacházejí po stranách hlavního oltáře se vstupem z presbyteria. Nad nimi jsou dvě malé oratoře. Obě postranní průčelí lodi jsou prolomena pěti okenními osami rámovanými pilastry s okny ukončenými vysokým obloukem a bočním vchodem. Portál bočního vchodu je obdélný s nízkým trojúhelníkovým frontonem. Boční vchod na straně jižní je zazděn.
Boční věže jsou zakončeny vysokými úzkými střechami (jehlovité), hrotnice jsou ukončené kulovou makovicí.
Původní fasáda byla zdobena vysokou bosáží.
Na západní straně se k průčelí lodi přimyká hlavní věž, jejíž půdorys je čtvercový. V úrovni střechy lodi věž přechází v osmiúhelný hranol (má hlavní členěnou římsu a okenní římsu), který je zakončen profilovanou korunní římsou. Vysoká štíhlá jehlovitá střecha má čtyři vikýře s volskými okny. Hrotnice je ukončena kulovou makovicí a křížem. Na rozhraní hranolů jsou čtyři štíty ukončené trojúhelníkovými frontony, v kruhových otvorech štítů jsou od roku 1901 umístěny věžní hodiny. Původní osmiboká věž měla vysoká okna dělená příčníkem s ozdobnými žaluziemi. Dnes jsou jen čtyři okna bez žaluzií nad štíty hodin, části nad příčníky jsou zazděny (slepá okna). Hrany této části byly zdobeny pilastry. Při posledních opravách byly pilastry zbaveny hlavic.
Věží je prolomen hlavní vchod do kostela. Portál byl zdoben pilastry s jednoduchou hlavicí. Při opravách byly hlavice odstraněny.
V levém koutě hlavní věže a průčelí je schodiště na velkou oratoř (kůr) v koutové tříboké přístavbě s původně koutovou cibulovou střechou, nyní je střecha změněná na šikmou.

## Zvony
Původně byly zavěšeny do věže kostela tři bronzové zvony: Sv. Hedvika o váze 1200 kg a průměru 1245 mm s nápisem: „In honorem beate Virginis. Ora pro nobis beata Hedvigis.“ Zvon byl odlit ve Vídni v roce 1895 zvonařskou dílnou Georg Gösner. Druhý zvon nesl jméno sv. Barbora a třetí sv. Václav.
Ve štíhlé věžičce nad lodí (sanktusníku) byl zavěšen čtvrtý malý zvon, jímž se z prostoru kostela pomocí provazu zvonilo o slavných mších při Sanktus (odtud název) a při pozdvihování.
V průběhu první světové války (1916) byly zvony sv. Barbora a sv. Václav svěšeny a odevzdány pro vojenský průmysl.
Nové zvony byly zakoupeny z milodarů doubravských farníků a kardinála Adolfa Bertrama. Zvonařská dílna Richarda Herolda v Chomutově odlila zvony sv. Barbora (váha 640 kg, průměr 1040 mm) a sv. Jiří (430 kg, průměr 920 mm). Na zvonech byl napsán letopočet a slova: „Z milodarů farníků a Card. Bertrama, za faráře Karla Bialka.“ Nové zvony byly slavnostně vysvěceny 25. 10. 1925. Od 1931 byly zvony uváděny do pohybu elektrickým pohonem. Každý zvon měl elektromotor s převody na oběžné kolo a mechanický zachycovač, který v závislosti na úhlu výkyvu zachycoval srdce u jedné strany zvonu.
V březnu 1940 vyšel v Německu zákon o čtyřletém hospodářském plánu na shromáždění neželezných kovů, jehož realizací byl pověřen Hermann Göring. Jelikož doubravské zvony odpovídaly kategorii „A“ - zvony bez větší hodnoty, byly automaticky určené k dalšímu zpracování. Z okupovaných Sudet a Protektorátu Čechy a Morava putovaly zvony do sběrných míst např. v Ostravě. Jelikož Doubrava nebyla v Protektorátu Čechy a Morava, ale nacházela na dobytém území (zabrané Polskem v roce 1938), cesta zvonů byla jiná. Zvony z dobytých území putovaly přes Polsko (pravděpodobně Ratiboř a Vratislav) do Hamburku. V březnu 1942 byly z věže sejmuty všechny zvony a odvezeny do sběrného střediska v Polsku. Zvonovina se používala především k výrobě částí odolných mořské vodě (lodní šrouby, pláště ponorek ap.).
Po druhé světové válce vznikl čtrnáctičlenný zvonový sbor, který si dal za úkol opatřit peníze na nové zvony. Dary a sbírky vynesly přes 100 000 Kč. Nové zvony byly objednány u zvonařské firmy Vicher v Brně-Husovicích. Po překonání technických potíží byly v roce 1947 odlity nové bronzové zvony: sv. Hedvika (882 kg), sv. Barbora (569 kg) a sv. Václav (444 kg). Na všech třech je shodný nápis: „Zakoupili farníci doubravští za administrátora P. Miloslava Klisze v r. 1946.“ Slavnost svěcení zvonů a jejich zavěšení se konalo 13. července 1947. Zvony posvětil Monsgr. František Onderka. Náklady na zvony a elektrické zařízení činily 168 663 Kč, dovoz, montáž a slavnost dalších 40 000 Kč.

### Zvony míru a pokoje pro Evropu
Iniciátorem projektu Zvony míru a pokoje pro Evropu byl Gebhard Fürst, biskup německé diecéze Rottenburg-Stuttgart, který nechal prověřit původ všech zvonů v 1200 farnostech jeho církevního obvodu. V sobotu 13. dubna 2024 v ostravské katedrále Božského Spasitele byl předán zástupcům doubravské farnosti předán zvon, který byl nalezen ve střední věži kostela svatého Martina v Beimerstettenu. Zvon pochází z kapličky, která byla zbourána. Zvon z roku 1783 má ladění C´´´´, hmotnost 30 kg, průměr 0,30 m a byl ulit opavským zvonařem Františkem Stankem.  Do věže kostela svatého Martina v Beimerstettenu byl zavěšen nový zvon se stejným laděním, který byl ulit zvonařstvím Bachert. Na nových zvonech, které byly ulity v souvislosti projektu Zvony míru, je reliéf se dvěma setkávajícími holubicemi a olivovou ratolestí nad zářícím věncem s nápisem:„EXORO RECONCILIATIONEM ET PACEM IN EVROPA PER DOMINVM NOSTRVM IESVM CHRISTVM PRINCIPEM PACIS“ (česky Prosím o usmíření a mír v Evropě skrze našeho pána Ježíše Krista, knížete míru).

## Interiér

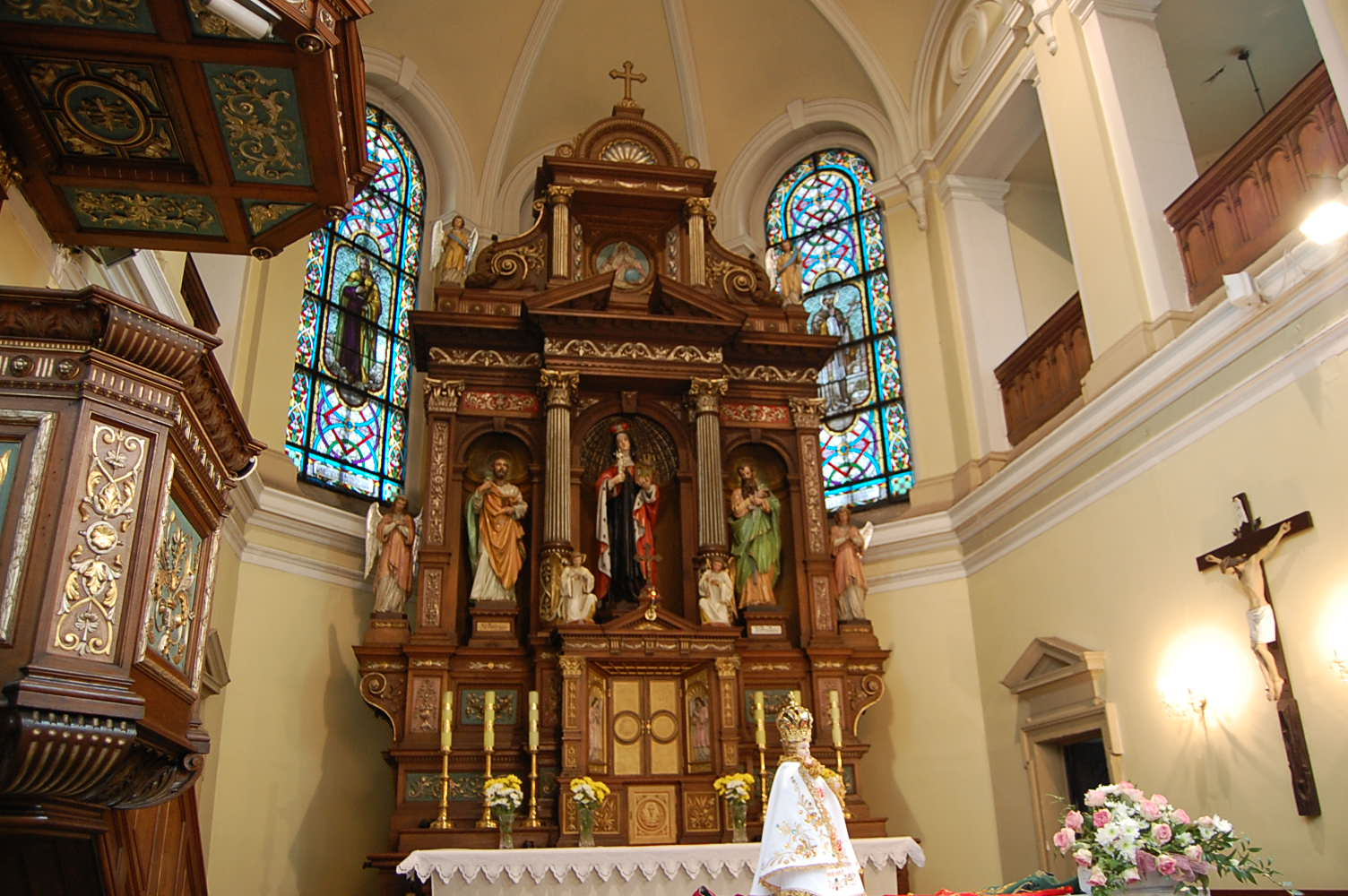
Hlavní oltář

Uvnitř kostela jsou tři oltáře. Jeden hlavní a dva boční. Hlavní oltář je z masivního dubového dřeva, mensa z cihel, s třemi dubovými stupni. Velký tabernákl (tabernákulum) je opět z dubového dřeva, má dvojí dvířka se zámkem. V dolní části (menší) jsou jedna dvířka, kde je uloženo ciborium. V horní části je uložena monstrance. Nad tabernáklem je oltářní kříž, po jeho stranách dva klečící andělé. Na oltáři jsou tři niky, zakončené čtvrtkulovou konchou. V prostřední (větší) je socha sv. Hedviky v životní velikosti s korunou na hlavě, v pravé ruce drží sošku Panny Marie a v levé model třebnického kláštera. Před nikou je portikus s nízkým neuzavřeným štítem, který nesou dva zdobené sloupy (horní dvě třetiny kanelované) zakončené korintskou hlavicí. V postranních nikách jsou sochy sv. Petra a sv. Pavla. Sv. Petr drží v pravé ruce klíče a v levé evangelijní knihu. Sv. Pavel v pravé ruce drží evangelijní knihu a v levé meč. Vně nik stojí dva andělé. Retabulum je zakončen volutovým štítem, na okraji s malými anděly. V tympanonu štítu je vyobrazen Bůh Otec, který drží zeměkouli. Hlavní oltář stojí v presbyteriu, dříve byl oddělen od lodi železnou mříží. Po stranách hlavního oltáře jsou dvě sakristie a nad nimi dvě zděné oratoře, které jsou schopny pojmout malé množství lidí.
V lodi se nacházejí dva boční sloupové dvoustupňové oltáře rovněž z dubového dřeva. Na evangelijní straně je mariánský oltář se sochou Panny Marie Růžencové s děťátkem v životní velikosti. Na epištolní straně je oltář sv. Barbory se sochou světice, držící v pravé ruce kalich a meč v levé ruce. Na oltáři sv. Barbory je tabernákl s křížem, pro velkou Svátost ve Velkém týdnu. Oltáře jsou zakončeny volutovými štíty s kříži.
Nad bočními oltáři jsou dvě nástěnné malby. Nad mariánským je zobrazen sv. Prokop s dvěma klečícími havíři v pozadí s těžní věží. Druhá malba zobrazuje sv. dvojici Cyrila a Metoděje.
Vedle bočních oltářů v životní velikosti, na konzolách zdobených půlanděly, stojí socha božského srdce Páně (na straně evangelijní) a socha sv. Josefa s Ježíškem (na straně epištolní).
Vedle oltáře sv. Barbory je mramorová křtitelnice s plechovým víkem, která byla darována manžely Guziurovými z Doubravy.
Na evangelijní straně lodi je dřevěná (dubová) kazatelna, jejíž stříška je zakončena lucernou a na ní je soška Spasitele jako učitele. Pod stříškou kazatelny na zdi je obraz Krista Dobrého pastýře.
V kostele jsou ještě obrazy křížové cesty a obraz Čenstochovské Panny Marie. Paní Františka Klimecká z Doubravy darovala v druhé polovině 20. let 20. století obraz, který představuje sv. Terezii jako karmelitánku a jako mocnou přímluvkyní u Matky Boží a Ježíška. V dolní části obrazu je věrně vykreslen doubravský farní kostel s okolím. Autor je neznámý, obraz byl údajně malován v Německu. Rámování zhotovila firma Berka v Českém Těšíně.
Kostel má třináct vitrážových oken, tři v presbytáři a deset v lodi. Oratoře měly po dvou oknech.
V zadní části lodi kostela je dřevěná oratoř (kůr pro zpěvácký sbor), podepřený dvěma sloupy. 

### Přehled duchovních správců působících v Doubravě
- ihned po ukončení stavby kostela v roce 1898 byl krátce ustanoven jeho administrátorem P. Johanna Nep. Skulina

- 24. listopadu 1898 se stal P. Josef Lomosik (* 29. 10. 1867 v Cieszynie, ord. 06. 07. 1891 v Olomouci, + 04. 04. 1937 v Ustrońiu) prvním farářem doubravským

- 1906 P. Engelbert Chrobok
- 1. srpna 1920 P. Vladimír Smyczek - administrátor
- 1. října 1923 P. Karel Bialek
- 1. dubna 1932 P. František Kaniok, který rezignuje v roce 1938 po záboru Doubravy polským vojskem
- 1938 P. František Tomanek, který musel opustit farnost v roce 1939 po zabrání Doubravy německým vojskem
- 1939 P. Alois Ptoszek
- 1. září 1941 P. Josef Hanus
- 1944 Msgre Miloslav Klisz - administrátor
- 1. října 1950 P. Adolf Król
- 1. listopadu 1959 P. Jozef Olszak
- 1977 P. Ernest Dostál
- 1996 P. Miroslav Ševiola
- 1997 P. Petr Černota - exc. adm. z Karviné - Fryštátu
- 1998 P. Tadeusz Budacz
- 1999 - 2005 se vystřídali mnozí faráři a kaplani (kaplan P. Roland Soloch, kaplan P. Jan Czudek, kaplan P. Roman Czudek, kaplan P. Adam Kasperek, farář P. Mgr. Pavel Cieslar, farář P. Karel Houdek, kaplan P. Stanislav Jochymek, kaplan P Darius Sputo, farář P. Martin Pastrňák, O. Cr Bruno Branný trvalý jáhen, kaplan P. Roland Munowski-Slonka, kaplan P. Jan Suchý)
- ... P. Mgr. Tomasz Stachniak - exc. adm. z Dětmarovic
- 1. září 2014 - 2019 P. PeaDr. Marcel Puvák - exc. adm. z Dětmarovic
- Od 29. 10, 2019 do 30. 11. 2019  P. ICDr. Mgr. Kalikst Jan B. Mryka OFM
- Od 1. prosince 2019 P. Mgr. Martin Pastrňák, O.Cr. do současnosti.

## Varhany
Varhany byly postaveny firmou Karel Neusser v Novém Jičíně v roce 1898–1899. S přihlédnutím k jiným nástrojům postaveným továrnou K. Neusser v tomto období se jedná o větší varhany. Mají dva manuály a pedál, rozsah manuálu C - f3, rozsah pedálu C - d1. Traktura mechanická, vzdušnice kuželková. Čerpání vzduchu je možné nožním měchem nebo ventilátorem pocházejícím z dob elektrifikace obce.
| I. manuál     | II. manuál    | Pedál       |
| ------------- | ------------- | ----------- |
| Bourdon 16'   | Dulciana 4'   | Subbass 16' |
| Flöte 8'      | Salicional 8' | Cello 8'    |
| Gambe 8'      | Gedeckt 8'    |             |
| Prinzipal 8'  | Gemshorn 8'   |             |
| Octave 4'     |               |             |
| Rohrflöte 4'  |               |             |
| Mixtur 2 2/3' |               |             |

Kolektivy ovládané pedálovou šlapkou: Mezzoforte I. man., Fortissimo I. man., Pleno, Forte II. man.
Spojky: Pedal-Coppel (I/Ped), Manual-Coppel (II/I); při spojení manuálů a pedálu zabírá pedál i do druhého manuálu.
V hracím stole je pozůstatek po rejstříkovém crescendu ovládané kolenem.

## Galerie

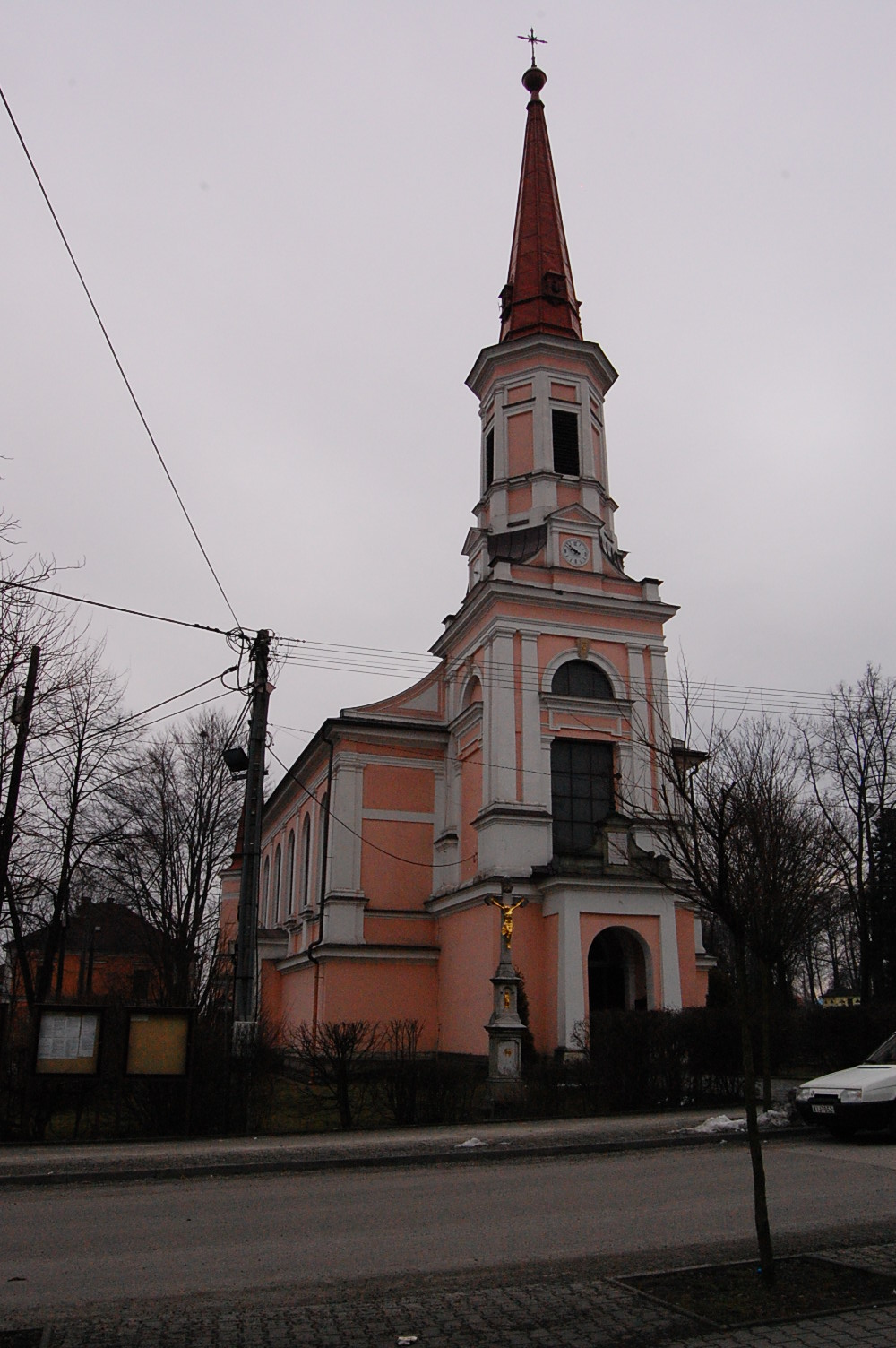
Kostel sv. Hedviky v roce 2013
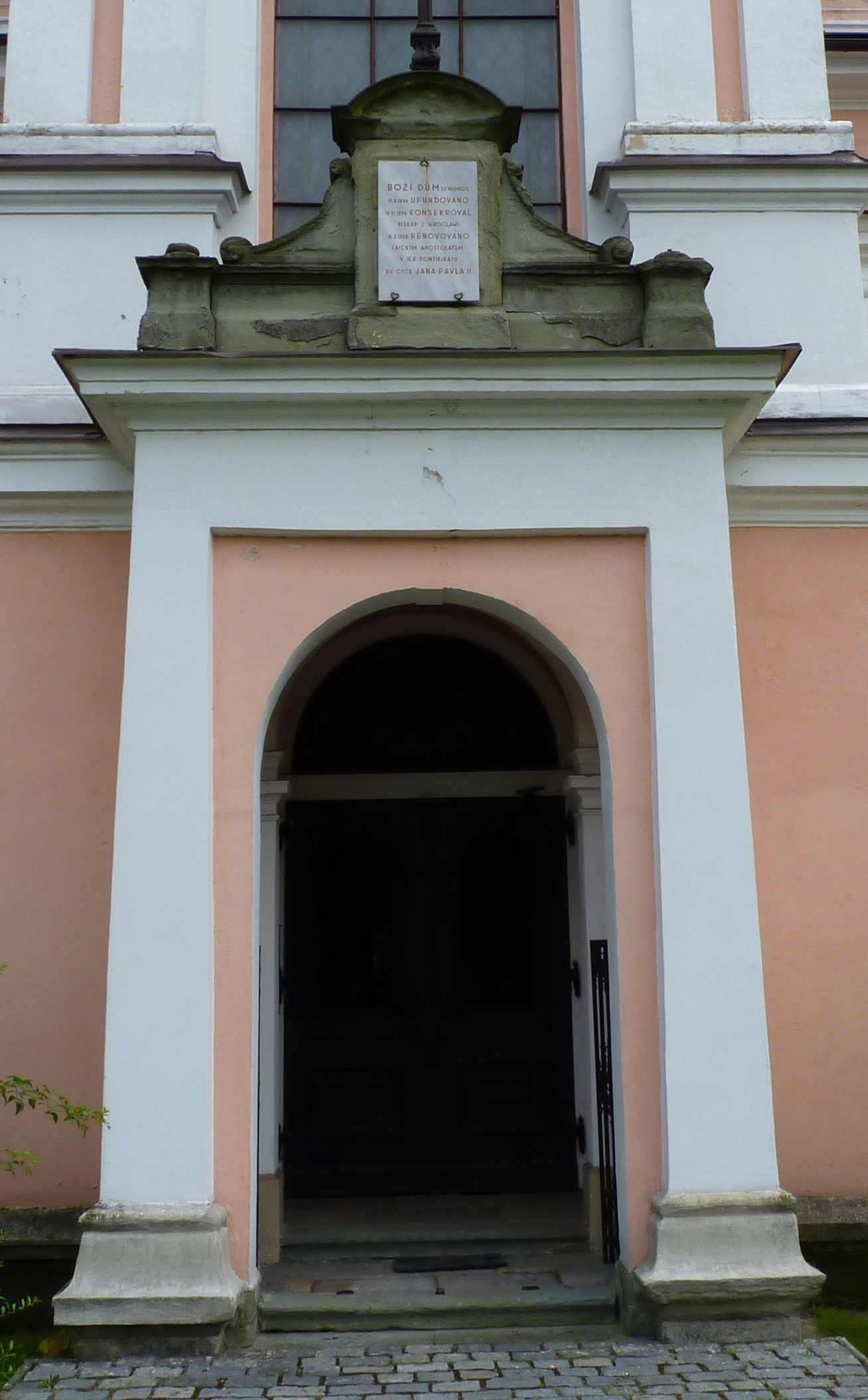
Vchod věží
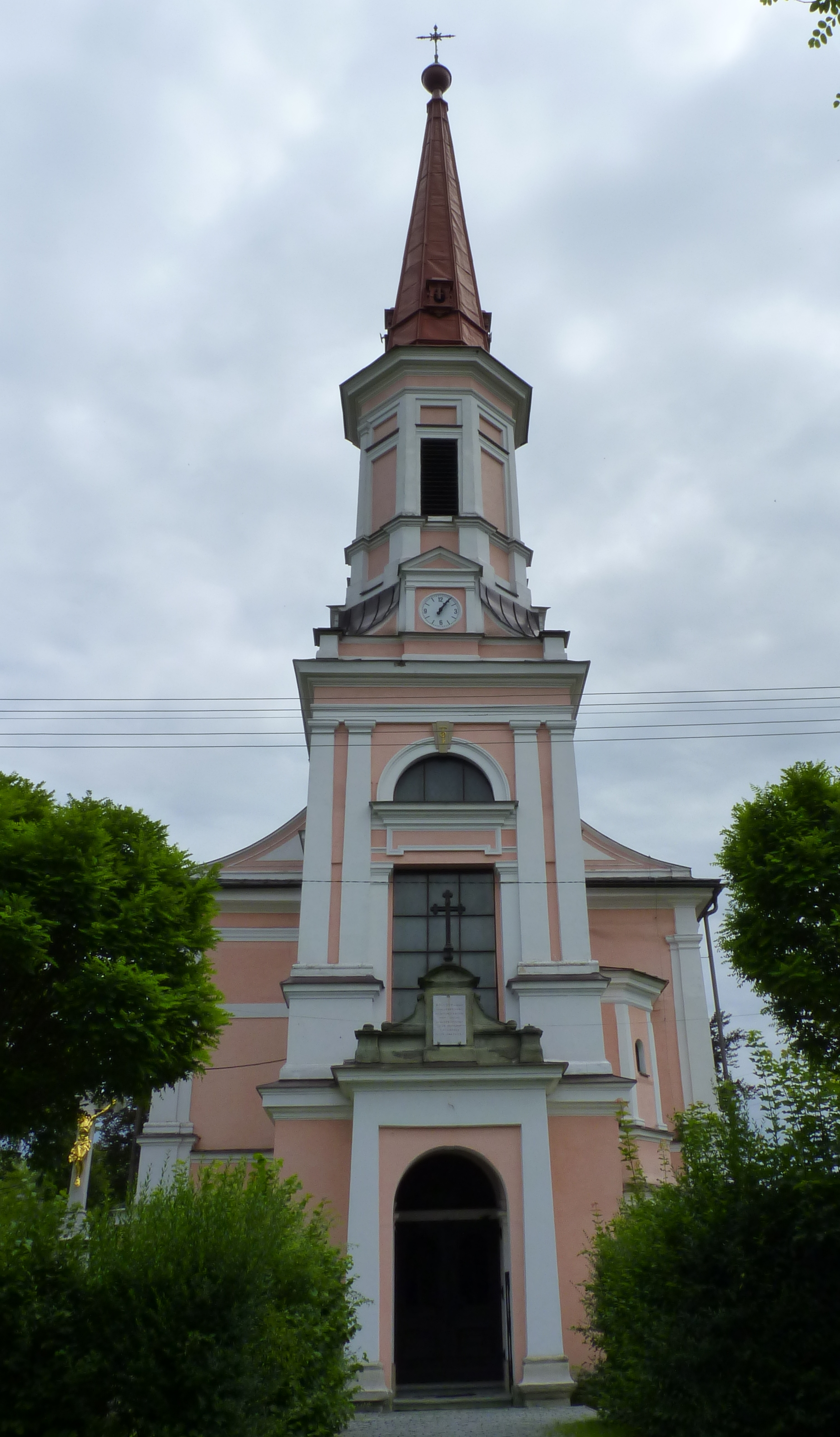
Věž
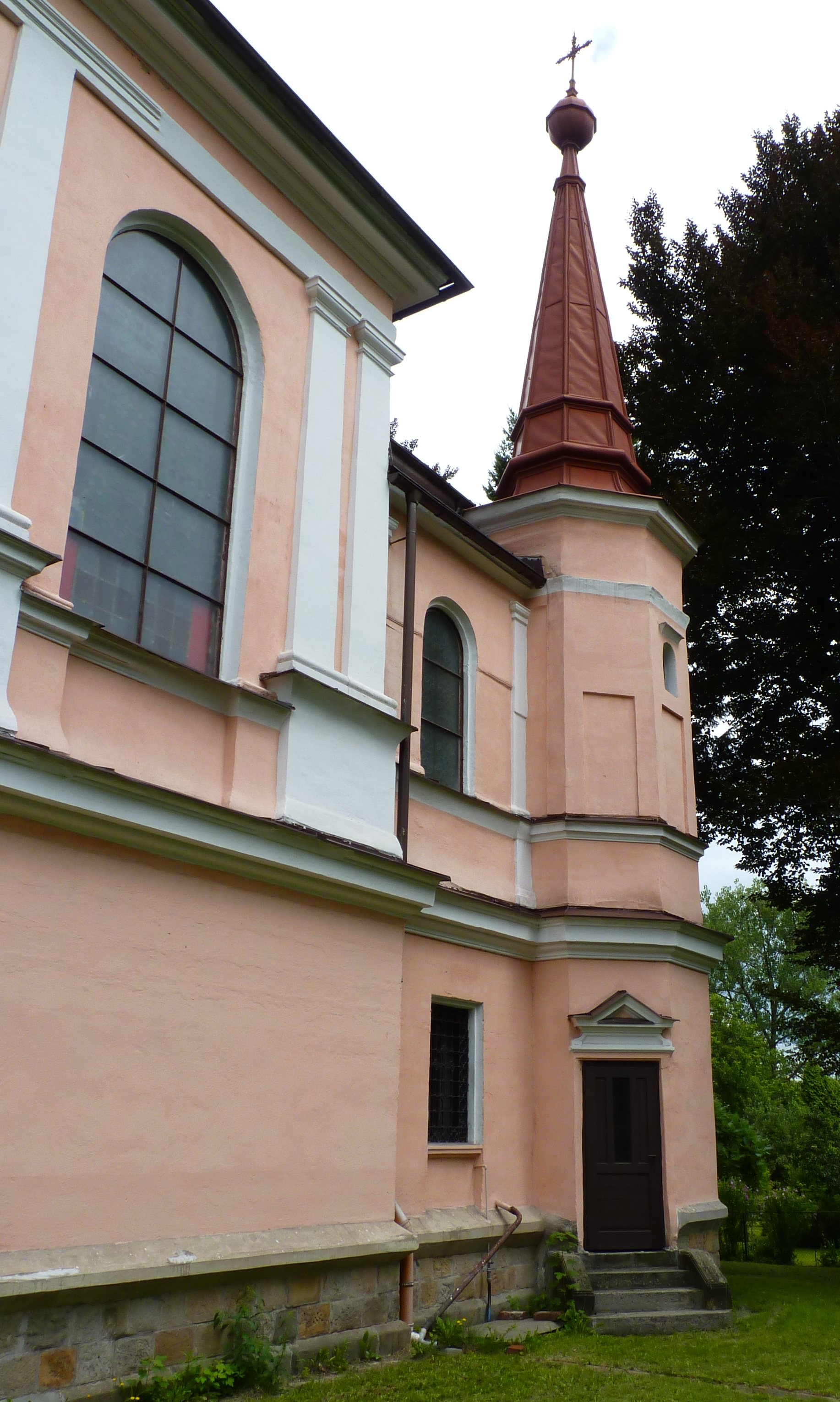
Vchod do boční věže
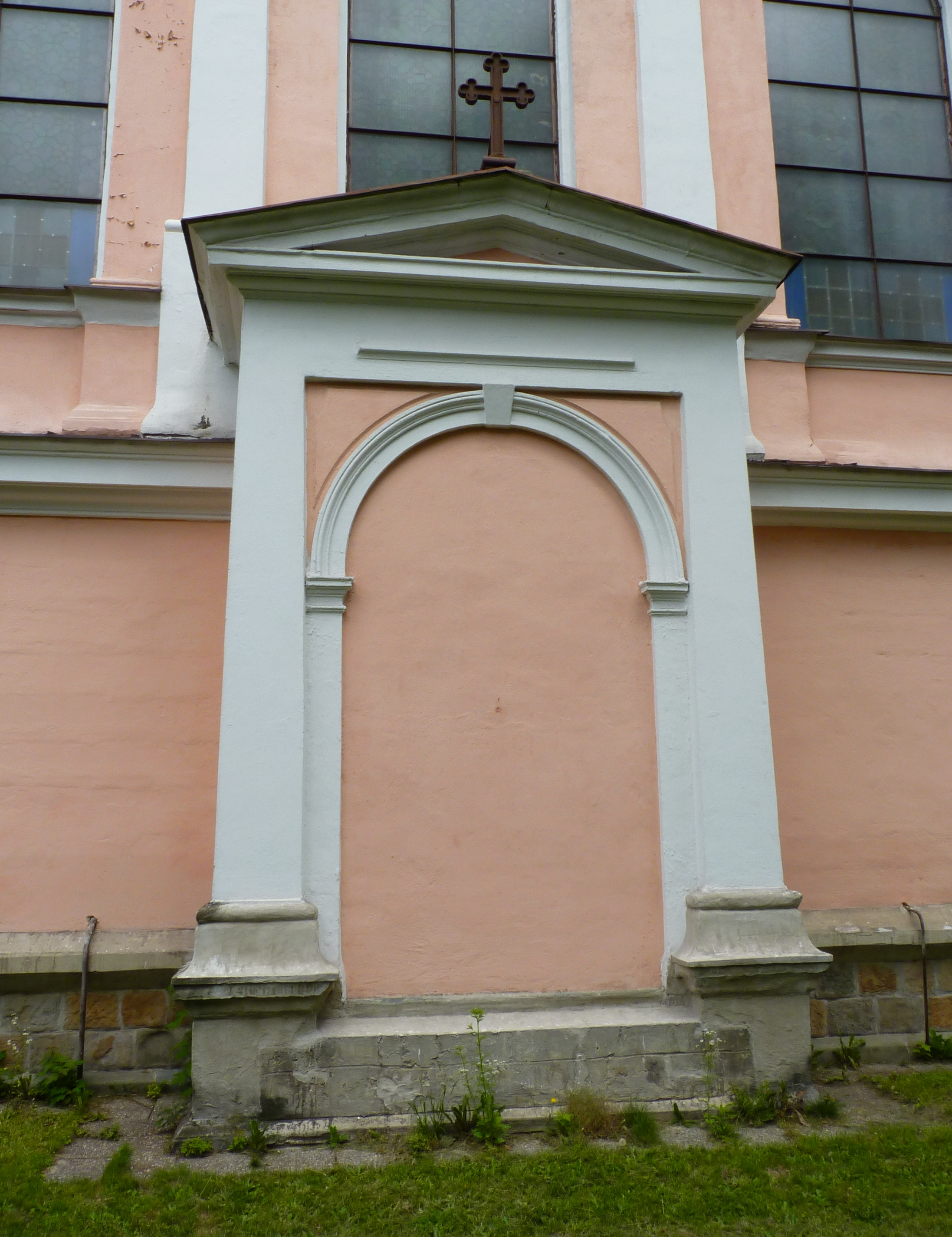
Zazděný vchod